# Lill-Kunoögrund
Lill-Kunoögrund  is een van de eilanden van de Lule-archipel. Het eiland ligt net zoals Stor-Kunoögrund ten noordwesten van Kunoön. Lill-Kunoögrund heeft geen oeververbinding en er staan enkele kleine huizen.
De Lule-archipel ligt in het noorden van de Botnische Golf en hoort bij Zweden.